# پوتوسی
پوتوسی مرکز بخش پوتوسی در بولیوی است که ۴۰۹۰ متر از سطح دریا ارتفاع دارد و یکی از مرتفع‌ترین شهرها در جهان است. دلیل اهمیت تاریخی پوتوسی تپه ریکو است که «کوه غنی» نامیده می‌شود که مرکز استخراج نقره بوده‌است. این شهر در سال ۱۹۸۷ در میراث جهانی یونسکو به ثبت رسید.

## تاریخچه

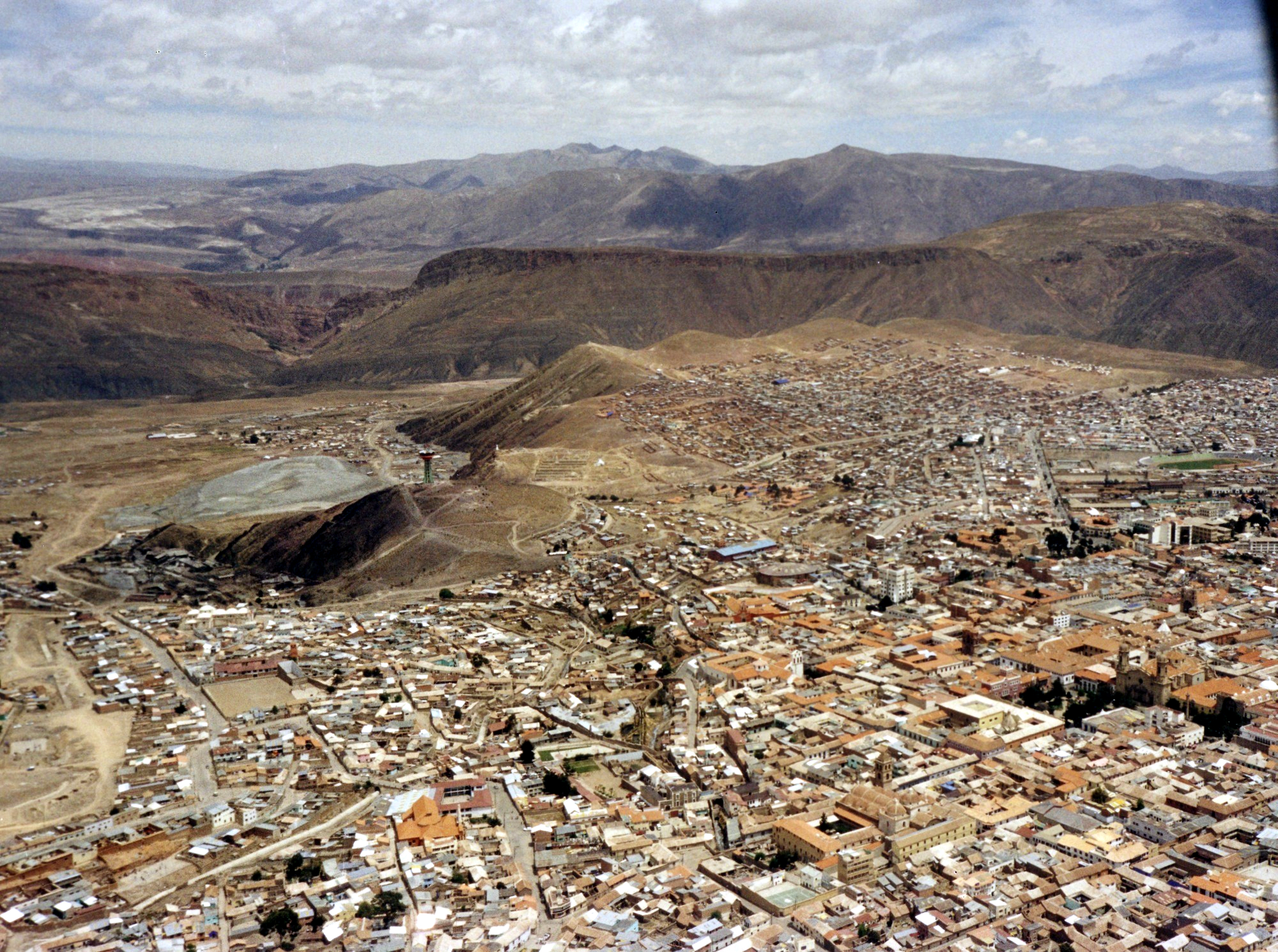
نمای فضایی پوتوسی

### رونق استعماری نقره
این شهر که در سال ۱۵۴۵ به عنوان یک شهر معدنی تأسیس شد، به زودی ثروت شگفت‌انگیزی را تولید کرد و جمعیت آن در نهایت از ۲۰۰۰۰۰ نفر گذشت. این شهر باعث پیدایش یک عبارت در زبان اسپانیایی شد که هنوز در حال استفاده است: valer un Potosí (ارزش یک پوتوسی) که به معنای «ارزش زیادی داشتن» است. کوه غنی، سرو ریکو، حدود ۶۰ درصد از کل نقره استخراج شده در جهان را در نیمه دوم قرن شانزدهم تولید کرد.
- سان لوئیس پوتوسی، سان لوئیس پوتوسی، مکزیک
- یورک، بریتانیا
- لهاسا

### عصر مدرن
پوتوسی همچنان یک مرکز اداری مهم، شهر معدنی، جاذبه توریستی و مرکز جمعیت در بولیوی مدرن است.

## نگارخانه

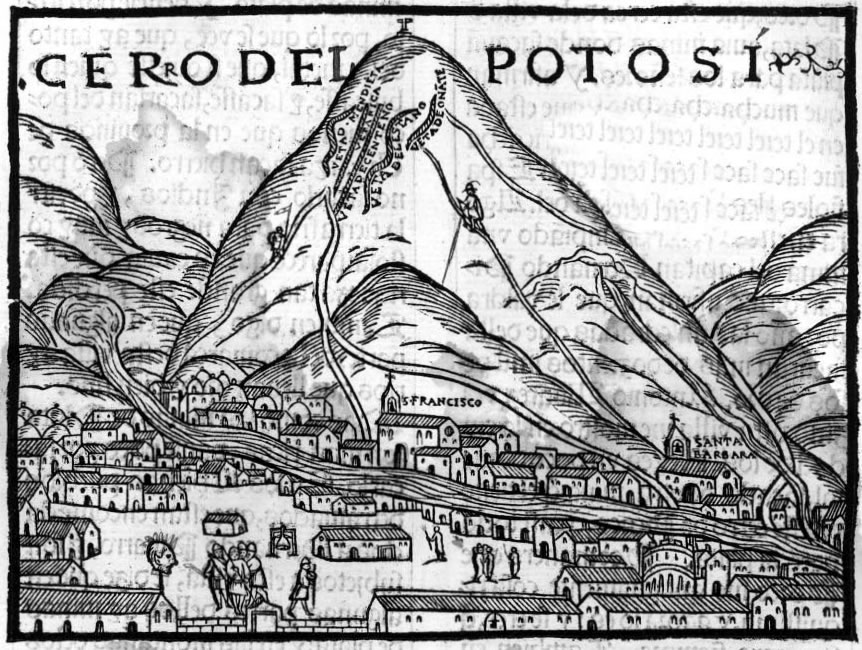
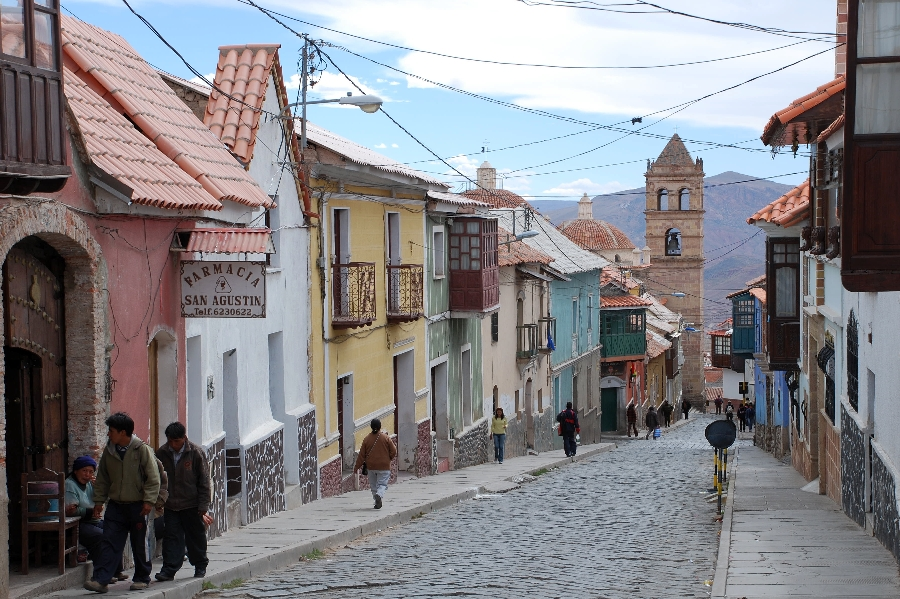
خیابان اصلی پوتوسی
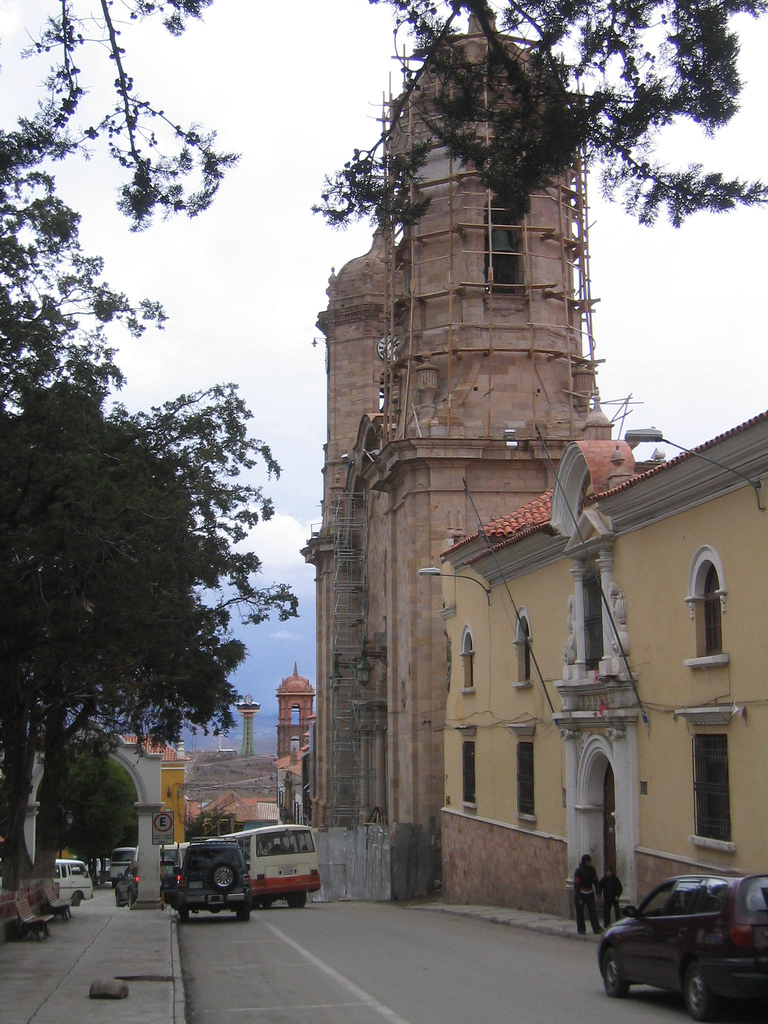
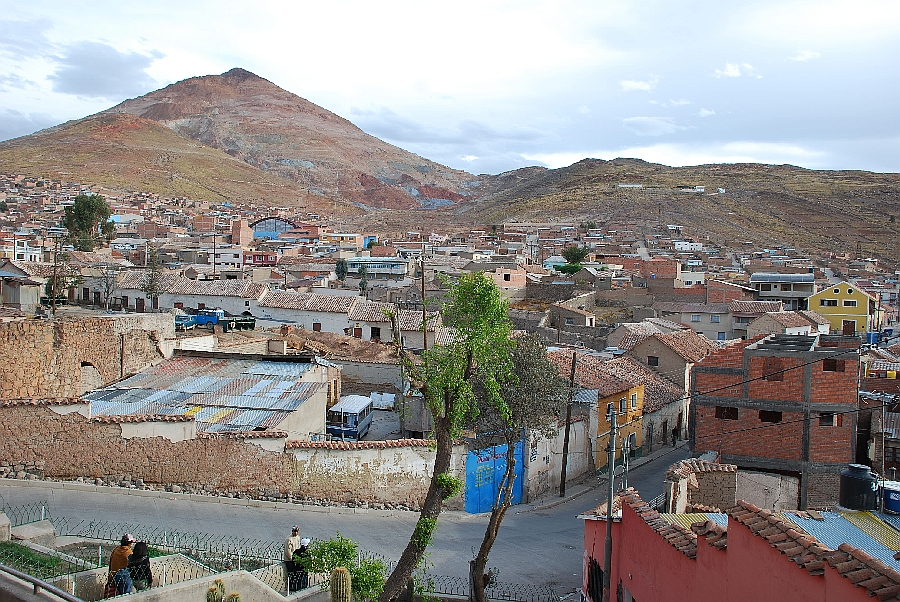
استخراج معادن سطحی
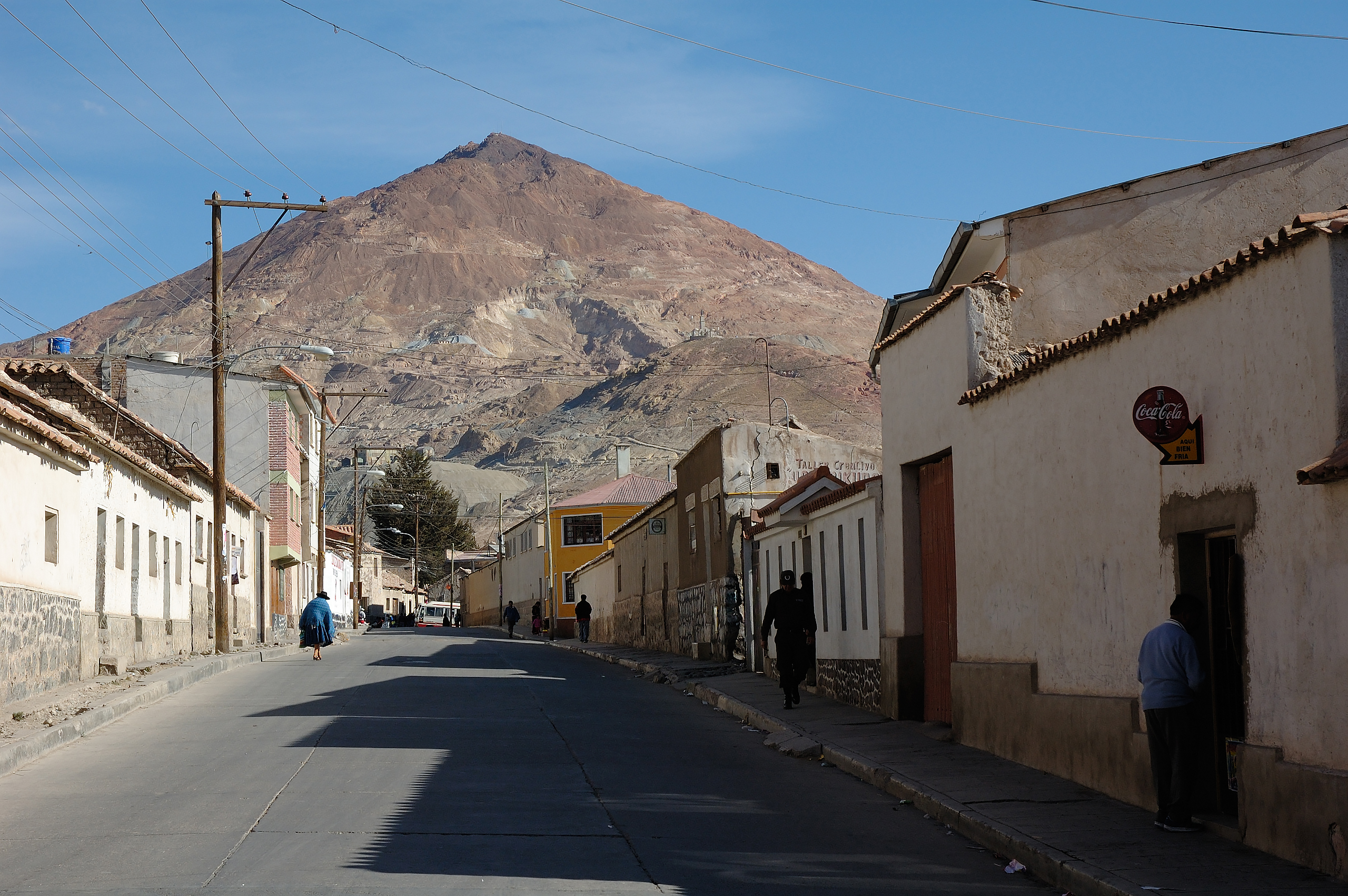
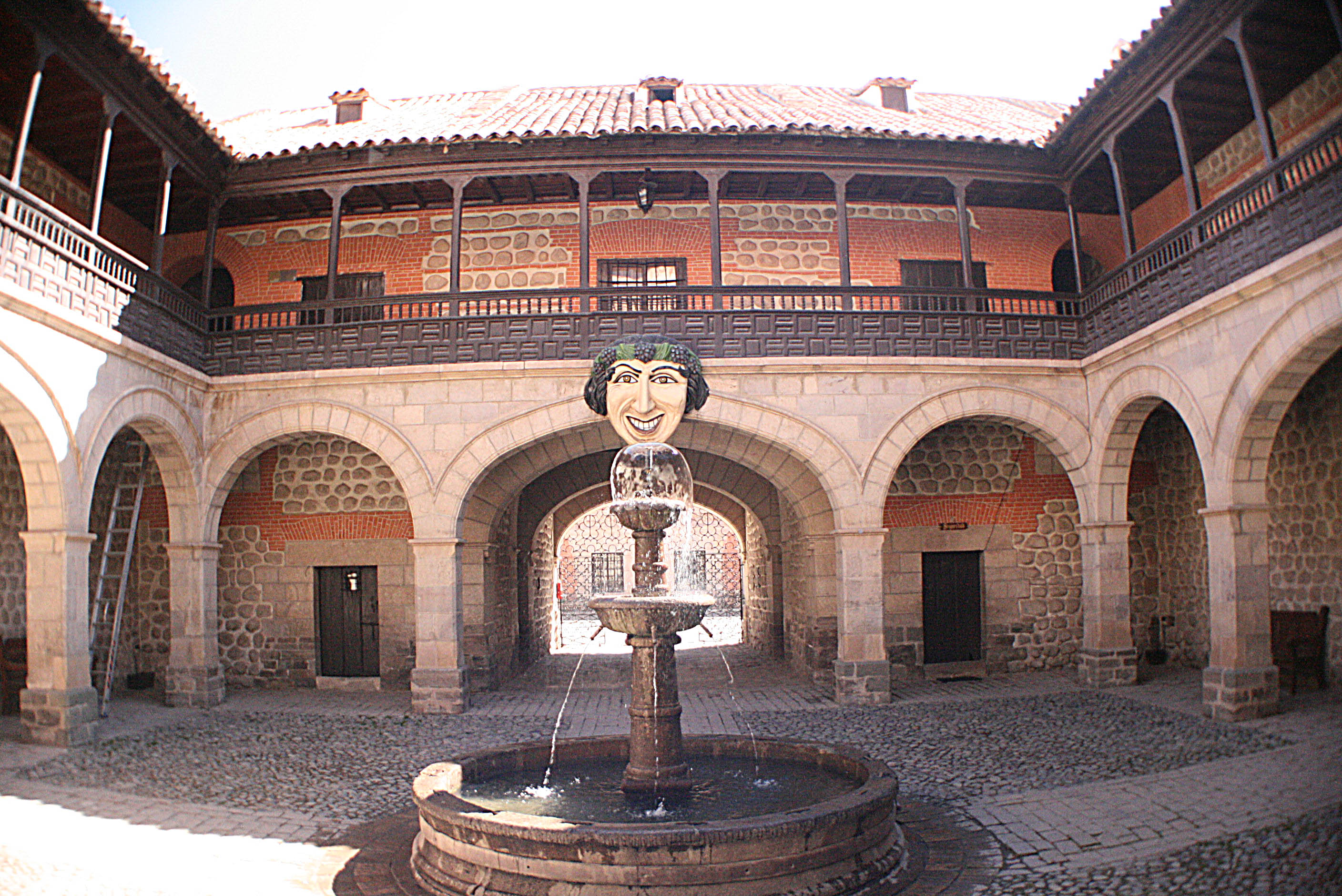
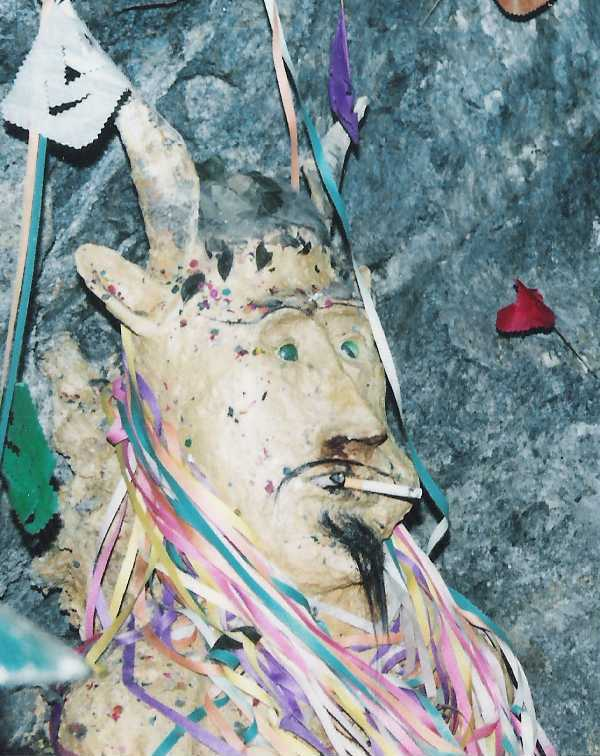
تسویری از ال تیو در معادن پوتوسی،۱۹۹۳
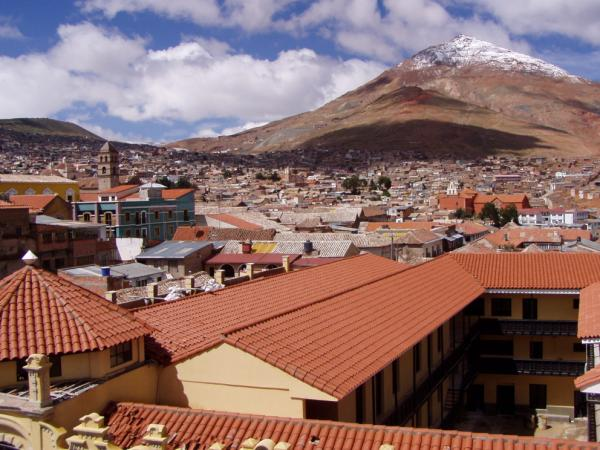
پوتوسی، بولیوی